# NGC 5511
NGC 5511 est une galaxie spirale (?) située dans la constellation du Bouvier. Sa vitesse par rapport au fond diffus cosmologique est de 7 561 ± 18 km/s, ce qui correspond à une distance de Hubble de 111,5 ± 7,8 Mpc (∼364 millions d'al). NGC 5511 a été découverte par l'astronome américain George W. Hough (en) en 1883.
En raison d'une brillance de surface égale à 11,76 mag/am2, on peut qualifier NGC 5511 de galaxie présentant une brillance de surface élevée.

## Identification de NGC 5511
La galaxie NGC 5511 est parfois désignée comme NGC 5111B et PGC 50778 comme NGC 5111A,, ce qui est probablement dû à l'identification erronée de PGC 50778 à NGC 5511 entre autres par les bases de données Simbad et hyperleda. Il s'agit aussi d'un exemple convaincant de la raison pour laquelle on ne devrait jamais utiliser des désignations non standards. L'approche correcte et non ambigüe consiste à appeler PGC 50771 comme NGC 5511 sans ajout de lettre et à appeler l'autre galaxie PGC 50778 sans aucune référence à une entrée NGC, car elle n'en fait nullement partie.